# 殷敏弘
殷敏弘（1978年—），湖南株洲人，退伍軍人和保钓运动人士。

## 生平
殷敏弘出生於株洲農村。中專畢業後當兵，在中國人民解放軍陸軍服役3年，退伍之後在長沙讀大學。
2003年5月19日，冯锦华、张立昆、李南、牛力丕、周文博5人在网上发出《中国保钓行动登岛志愿者召集正式开始》的公告，征集志愿者出海保钓。接受报名的网站还明示：“本次保钓行动召集的志愿者在本次活动结束后自行解散；所有保钓志愿者的资料都将自愿接受相关部门检查。”冯锦华的实名求援信在爱盟网的点击率极高，捐款者超过一千人。2003年6月22日晨，载有15位中国内地及香港保钓人士的“浙玉渔1980”号渔船自浙江省玉环县黄门港启程开赴钓鱼岛。6月23日，在日本海上保安厅8艘军舰和多架飞机的包围下，该渔船未能驶抵钓鱼岛，被迫返航，6月24日回到玉环县码头。殷敏弘也参加了此次行动。
2003年10月7日，保钓船闽龙渔F861号自福建厦门东渡渔港启航，于10月9日凌晨与台湾保钓船新航166号会合，此后共同驶往钓鱼岛，但遭到日本海上保安厅拦截，被迫返航。在此次行动中，周文博等7人负责厦门方面的岸上协调工作。此次自厦门港出海者共有10人（另有6位福建船工），其中台湾保钓人士1名：台湾保钓行动小组执行长黄锡麟；香港保钓组织成员5人：朱幼麟（香港立法会议员、全国人大代表）、罗就（香港保钓行动委员会副主席）、郑志坤、陈裕南、王国豪；大陆民间保钓人士4人：张立昆（天津）、李义强（厦门）、方卫强（浙江）、殷敏弘（湖南）。保钓人士于10月8日下午发表《海峡两岸与香港联合出海保钓声明》。
2004年3月24日，冯锦华、张立昆、尹冬明、王喜强、方卫强、殷敏弘、胡显峰等7名大陆人士于北京时间早晨6时26分首次成功登陆钓鱼岛，并展开一面中华人民共和国国旗。此次行动的总指挥是虞海泽。7人登岛后，随后日本海上保安厅人员登上钓鱼岛拘捕了他们。日本媒体于3月25日报道称：“今天冲绳县警在25日午前把登上24日登上尖阁列岛的中国7名活动家用11管区海上保安本部的海上巡视船送到了冲绳本岛，巡视船在 25日9点45分进入那霸港，冲绳县警本部把7人分送到那霸警察署等4个警察署，由中国语翻译同席，对他们登岛的目的和在岛上的行动进行了调查。县警察说他们全体7个人都没有带护照，警方正在研究是把他们在审查完之后送检继续搜查，还是送给福岗入国管理局那霸支局。” 3月25日，这7位保钓人士在日本那霸受到搜身、强行拍照、审讯。最后，日本方面强制遣返了这7人，但这7人均未在认定强制遣返的文书上签字。3月26日下午，7位保钓人士乘飞机抵达上海。
後來殷敏弘認為五星紅旗與中華人民共和國國徽政治色彩太濃，應該要改，並批評中國共產黨與中國政府篡改國旗的象徵意義。

## 告外交部

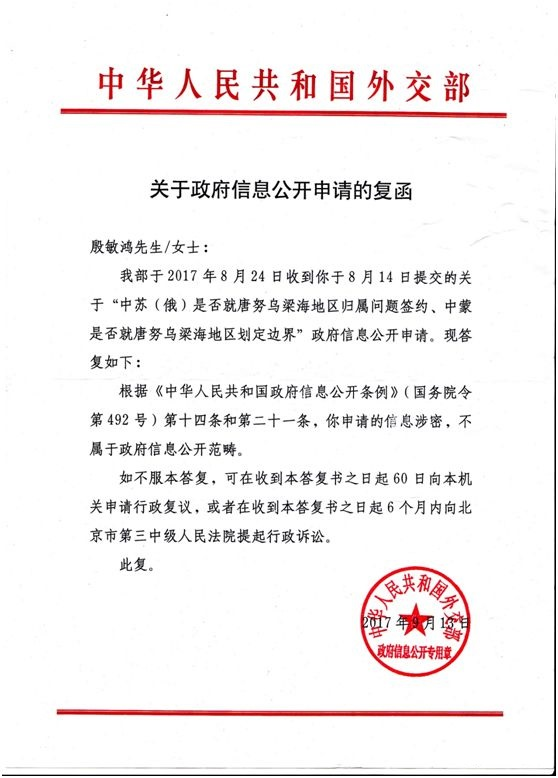
外交部覆函拒絕殷敏弘的申請

2017年8月，殷敏弘向中華人民共和國外交部查詢，中華人民共和國政府是否與蘇聯、俄羅斯、蒙古國就唐努烏梁海地區簽訂條約，如果有就請公開。9月，外交部向殷敏弘覆函，告訴他由於所詢問的涉及國家機密，所以不會公開。殷敏弘不滿回覆，於2018年3月7日在北京市第三中級人民法院狀告外交部，要求法院頒令外交部撤銷原來的覆函並公開資料。法院不受理。他再向北京市高級人民法院上訴。9月10日，京高院駁回上訴，繼續不受理。